# Eufriesea anisochlora
Eufriesea anisochlora là một loài Hymenoptera trong họ Apidae. Loài này được Kimsey mô tả khoa học năm 1977.